# 이도 (불교)
2도(二道)는 두 가지 길 또는 두 종류의 길을 통칭하는 낱말로 다음과 같은 것들이 있다. 아래 목록은 가나다순으로 나열되어 있다.
1. 교도(敎道) · 증도(證道)
2. 난행도(難行道) · 이행도(易行道)
3. 내도(內道) · 외도(外道)
4. 대변(大便) · 소변(小便)의 2처(二處)
5. 무간도(無間道) · 해탈도(解脫道)
6. 유루도(有漏道) · 무루도(無漏道)
7. 정도(正道) · 사도(邪道)

## 2도

### 유루도·무루도
유루도(有漏道,
산스크리트어: sāsravamārga)는 유루의 6행관(六行觀)의 수행을 말한다. 6행관은 3계의 인간도와 천상도의 뛰어난 과보를 능히 초감하게 하므로 유루도라고 한다. 세간도(世間道) · 세속도(世俗道) 또는 유루로(有漏路)라고도 한다.
무루도(無漏道,
산스크리트어: anāsravamārga)은 열반을 증득할 수 있게 하는 수행을 말한다. 출세간도(出世間道) · 성도(聖道) 또는 무루로(無漏路)라고도 한다.
《문수사리보살문보리경론(文殊師利菩薩問菩提經論)》 하권과 일여 등의 《삼장법수(三藏法數)》에 따르면, 6바라밀 가운데 보시(布施) · 지계(持戒) · 인욕(忍辱) · 정진(精進) · 선정(禪定)의 5가지 바라밀은 유루도이고 반야바라밀(般若波羅蜜)은 무루도이다.

## 같이 보기
- 2법

## 참고 문헌
- 고려대장경연구소. 《고려대장경 전자 불교용어사전》. 고려대장경 지식베이스 / (사)장경도량 고려대장경연구소. 2013년 6월 4일에 원본 문서에서 보존된 문서. 2013년 5월 27일에 확인함.
- 곽철환 (2003). 《시공 불교사전》. 시공사 / 네이버 지식백과.
- 운허.  동국역경원 편집, 편집. 《불교 사전》. 2016년 3월 6일에 원본 문서에서 보존된 문서. 2013년 5월 27일에 확인함.
- (영어) DDB. 《Digital Dictionary of Buddhism (電子佛教辭典)》. Edited by A. Charles Muller.
- (중국어) 佛門網. 《佛學辭典(불학사전)》. 2015년 3월 17일에 원본 문서에서 보존된 문서. 2013년 5월 27일에 확인함.
- (중국어) 星雲. 《佛光大辭典(불광대사전)》 3판. 2011년 3월 19일에 원본 문서에서 보존된 문서. 2011년 3월 19일에 확인함.